# Saint-Antonin, Alpes-Maritimes
Saint-Antonin är en kommun i departementet Alpes-Maritimes i regionen Provence-Alpes-Côte d'Azur i sydöstra Frankrike. Kommunen ligger  i kantonen Puget-Théniers som ligger i arrondissementet Nice. År 2022 hade Saint-Antonin 84 invånare.

## Befolkningsutveckling
Antalet invånare i kommunen Saint-Antonin
Referens: INSEE